# Peyritschia koelerioides
Peyritschia koelerioides är en gräsart som först beskrevs av Johann Joseph Peyritsch, och fick sitt nu gällande namn av Eugène Pierre Nicolas Fournier. Peyritschia koelerioides ingår i släktet Peyritschia och familjen gräs. Inga underarter finns listade i Catalogue of Life.